# Namco Anthology 2
Namco Anthology 2 is een computerspel dat in 1998 exclusief in Japan uitkwam. Het compilatiespel bevat vier spellen uit eind jaren tachtig en begin jaren negentig. Het spel is de opvolger van Namco Anthology 1. Beide delen werden op 18 december 2013 uitgegeven in de Japanse PlayStation Store onder de naam PSOne Classics.
Het omvat de volgende spellen:
- Pac-Attack
- Valkyrie no Bōken: Toki no Kagi Densetsu
- Power Golf 2
- King of Kings